# Dušan Kubica
Dušan Kubica (ur. 12 grudnia 1972 w Żylinie) – były słowacki siatkarz występujący na pozycji libero.
Kubica występował w zespole Resovii, wcześniej trzykrotnie zdobył mistrzostwo Polski wraz z Mostostalem Kędzierzyn-Koźle i uczestniczył w Final Four Ligi Mistrzów (4. miejsce w roku 2002 i 3. miejsce w 2003). W sezonie 2002/2003 wybrany został najlepszym libero Ligi Mistrzów. Wcześniej występował w klubach z Żyliny i Nitry. Wielokrotnie występował w reprezentacji Słowacji, reprezentował kraj na Mistrzostwach Europy w roku 2001 w Ostrawie.

## Kluby
- 1982–1993  Stavbár Žilina
- 1993–1995  VSP Nitra
- 1995–2000  Stavbár Žilina
- 2000–2005  Mostostal-Azoty Kędzierzyn-Koźle
- 2005–2007  Resovia

## Sukcesy
- 1993, 1996 –  wicemistrzostwo Słowacji ze Stavbár Žilina
- 1997, 1999 –  brązowy medalista mistrzostw Słowacji ze Stavbár Žilina
- 2001, 2002, 2003 –  mistrzostwo Polski z Mostostalem-Azoty Kędzierzyn-Koźle
- 2001, 2002 –  Puchar Polski z Mostostalem-Azoty Kędzierzyn-Koźle
- 2002 – czwarte miejsce w Lidze Mistrzów z Mostostalem-Azoty Kędzierzyn-Koźle
- 2003 –  brązowy medalista Ligi Mistrzów z Mostostalem-Azoty Kędzierzyn-Koźle